# Pelina subulata
Pelina subulata är en tvåvingeart som beskrevs av Clausen 1973. Pelina subulata ingår i släktet Pelina och familjen vattenflugor. Inga underarter finns listade i Catalogue of Life.